# Gardamas
Gardamas är en ort i Klaipėda län i västra Litauen. Enligt folkräkningen från 2011 har staden ett invånarantal på 398 personer.